# حماطة (بوردة)
حماطة هو دُوَّار يقع بجماعة فناسة باب الحيط، إقليم تاونات، جهة فاس مكناس في المملكة المغربية. ينتمي الدوّار لمشيخة بوردة التي تضم 5 دواوير. يقدر عدد سكانه بـ 1114 نسمة حسب الإحصاء الرسمي للسكان والسكنى لسنة 2004.

## روابط خارجية
- البوابة الوطنية للجماعات الترابية نسخة محفوظة 12 مارس 2018 على موقع واي باك مشين.
- المندوبية السامية للتخطيط